# نوع الزارعة
الطوابع الفرنسية من نوع الزارعة هي طوابع للاستخدام العادي تم إصدارها لأول مرة في عام 1903. هذه الالزارعة التي تزرع ضد الرياح تم استخدامها عدة مرات وبأشكال متعددة.

## الوصف والمؤلف الأصلي
جميع أنواع "الزارعة" التي تم إصدارها بين عام 1903 ونهاية الثلاثينيات من القرن العشرين تم طباعتها بناءً على تصميم أنشأه أوسكار روتي، وتم نقشها بواسطة لويس-أوجين موشون.

## الأنواع الرئيسية

### نوع الزارعة مخططة
من عام 1903. خلفية الطوابع تتكون من سلسلة من الخطوط الأفقية. كما يتم تمثيل الأفق والشمس.
تم تعديل هذا النوع وأُعيد استخدامه بواسطة جول بييل بدءًا من عام 1960.

### زارع كاميو
من عام 1907. وفقًا للفهارس، يُطلق على هذه الطابع أيضًا اسم "الزارعة ذو الخلفية المملوءة"، حيث تكون خلفية الطابع ملونة بشكل موحد؛ ولا يظهر الأفق والشمس بعد الآن. في الطوابع الأولى، كانت قدما الالزارعة تستندان إلى الأرض التي اختفت لاحقًا، ليصبح التصميم أكثر تبسيطًا.

## طوابع تذكارية

### أكاديمية الطوابع البريدية
الطابع الذي تم إصداره في عام 1978 بمناسبة الذكرى الخمسين لأكاديمية الطوابعية يعيد تصميم "الزارعة ذو الخلفية المملوءة" بلون أزرق، في إطار بنفسجي.

### فيليكس-شباب 1984
للمعرض الفيلاتيلي الذي أقيم في دانكيرك، قام كلود أندريوتو بتصميم ونقش طابع تذكاري يُظهر وجهين لطفلين، يتبعهما "الزارعة" التي انفصلت عن خلفية طابعها، معروضة على اليسار.

### يوم الطوابع 1996
من عام 1994 إلى 1998، كان "يوم الطابع" مكرس للطوابع القديمة للاستخدام العادي. حصلت "الزارعة" من تصميم روتي على تكريم خاص في 18 مارس 1996. تم إصدار الطابع في ورقة مع الطابع الزائد وفي كتيب طوابع (مع وبدون الطابع الزائد).
الطابع الذي يأتي بحجم أكبر من "الزارعة" الأصلية يُظهر جزءًا من الرمزية: الوجه، والظهر الملتفت، والذراع اليمنى. تم تصميمه بواسطة شارل بريديو ونقشه كلود جومليه.
تسمح التحديدات (الأسنان) بتمييز الطوابع ذات الطابع الزائد: 13 1/2 × 13 1/2 إذا كانت مأخوذة من ورقة، و13 1/2 × 13 إذا كانت من طابع كتيب.

### دفتر الملاحظات المختلط لعام 2003
في 10 نوفمبر 2003، خلال صالون الخريف في باريس، أصدرت "لا بوست" كتيبًا يحتوي على عشرة طوابع لاصقة بمناسبة الذكرى المئوية لـ "الزارعة" روتي على الطابع البريدي. كان يتألف من خمسة طوابع بصلاحية دائمة "ماريان 14 يوليو" باللون الأحمر المعتاد، وخمسة طوابع "الزارعة" بالخط الأحمر. تم نقش هذه الطوابع التذكارية باستخدام تقنية الحفر العميق بواسطة كلود جومليه، وتحمل العبارة "RF 0,50 € - لا بوست".
تم إصدار هذا الكتيب بـ 650,000 نسخة، مما أثار فضيحة بين جامعي الطوابع الفرنسيين المحافظين وبدأت عمليات المضاربة، وذلك بعد عام واحد فقط من إصدار بلوك-فيليه "ريدغورج". في الواقع، لم يتم توفير هذا الكتيب لجميع مكاتب البريد، وبالتالي لم يتمكن جميع هواة الطوابع المحليين من الحصول عليه. وقد تم اتهام "لا بوست" بأنها قد فضلت زوار صالون الخريف في باريس.